# Hadena eximia
Hadena eximia là một loài bướm đêm trong họ Noctuidae.